# Cernay (Eure-et-Loir)
Cernay ist eine französische Gemeinde mit 83 Einwohnern (Stand: 1. Januar 2022) im Département Eure-et-Loir in der Region Centre-Val de Loire. Sie gehört zum Arrondissement Chartres und ist Teil des Kanton Illiers-Combray. 

## Geographie
Cernay liegt etwa 18 Kilometer westsüdwestlich von Chartres am oberen Loir. Umgeben wird Cernay von den Nachbargemeinden Fruncé im Norden, Orrouer im Osten und Nordosten, Marchéville im Süden, Saint-Denis-des-Puits im Westen sowie Villebon im Nordwesten.

## Bevölkerung
| Bevölkerungsentwicklung    | Bevölkerungsentwicklung | Bevölkerungsentwicklung | Bevölkerungsentwicklung | Bevölkerungsentwicklung | Bevölkerungsentwicklung | Bevölkerungsentwicklung | Bevölkerungsentwicklung | Bevölkerungsentwicklung |
| -------------------------- | ----------------------- | ----------------------- | ----------------------- | ----------------------- | ----------------------- | ----------------------- | ----------------------- | ----------------------- |
| Jahr                       | 1962                    | 1968                    | 1975                    | 1982                    | 1990                    | 1999                    | 2006                    | 2018                    |
| Einwohner                  | 85                      | 68                      | 61                      | 73                      | 71                      | 71                      | 77                      | 90                      |
| Quellen: Cassini und INSEE |                         |                         |                         |                         |                         |                         |                         |                         |

## Sehenswürdigkeiten

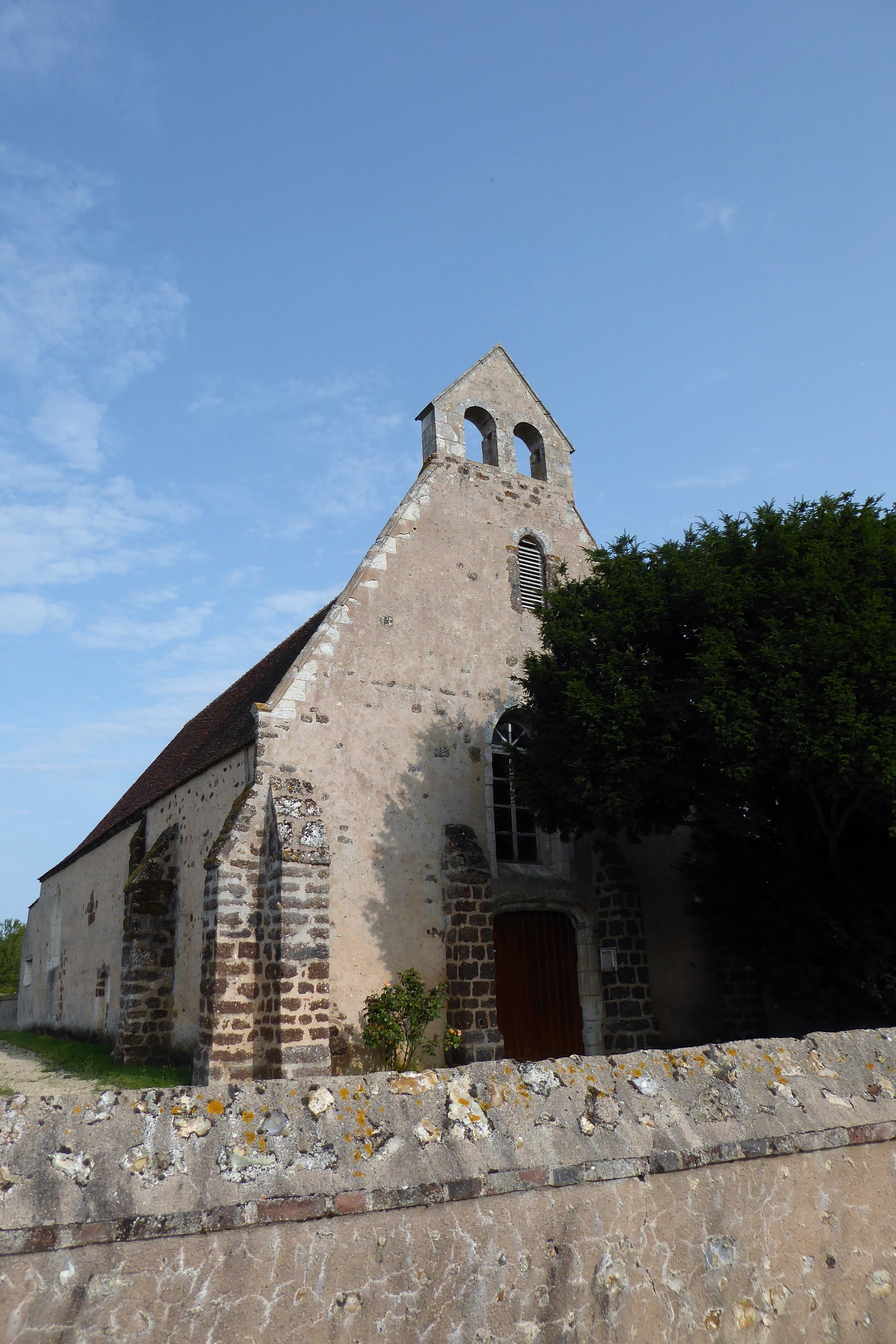
Kirche Saint-Crépin

- Kirche Saint-Crépin